# Amalia Guglielminetti
Amalia Guglielminetti (Torí, 4 d'abril de 1881 – íd. 4 de desembre de 1941) fou una escriptora italiana. Les seves obres es desenvolupen en diferents gèneresː poesia, teatre, novel·la i contes.
A partir de 1901 va començar a publicar els seus poemes en el suplement dominical de la Gazzetta del Popolo. Part d'aquests poemes es publicarien després, el 1903, en el llibre Voci di Giovinezza, sense repercussió encara en el panorama literari torinès. La seva segona obra publicada, anomenada Le vergini folli, de l'any 1907, ja semblava acusar una influència dannunziana, va tenir una bona acollida, i meresqué els elogis públics del professor Arturo Graf.
Va establir una relació primer epistolar i literària amb Guido Gozzano, després de la qual escrigué, al 1909 Le seduzioni ('Les seduccions'), com una novel·la biogràfica en què podem llegir la història d'una dona lliure que es deixa seduir per una pedra preciosa, ceràmica exòtica, per la fruita, la mar o llegint els clàssics, en fi, per tot allò que per uns moments insinua un amor refinat. L'any 1911 escrigué una obra de teatre anomenada L'Amante ignoto ('L'amant desconegut'), en què una dona que no vol perdre la bellesa veu com una jove, la seva filla, fuig amb l'amant. L'any 1913 tornava al lirisme publicant L'insonne ('L'insomne'), en què la protagonista s'observa al mirall i a l'ànima per veure com reacciona davant l'amor, per arribar a veure que tot es perd. La sinceritat dels sentiments d'aquests poemes van provocar escàndol i admiració a l'hora. L'any 1917 va fer una col·lecció de contes amb el títol Le ore inutili. L'any 1918 publicà Gli occhi cerchiati d'azzurro. L'any 1924, Quando evevo un amante. L'any 1934 va publicar I serpenti di Medusa, com una antologia dels seus poemes.